# 弯指园蛛
弯指园蛛（学名：Araneus triguttatus）为园蛛科园蛛属的动物。分布于古北区以及中国大陆的甘肃等地。